# Мойо, Сибусисо
Сибусисо Мойо (англ. Sibusiso Moyo; 1960, Mberengwa District, Мидлендс — 20 января 2021, Хараре) — зимбабвийский государственный и политический деятель. Генерал-лейтенант сухопутных войск Зимбабве. Известен тем, что объявил об изгнании Роберта Мугабе по национальному телевидению во время военного переворота 2017 года. С ноября 2017 года до своей смерти занимал должность министра иностранных дел и международной торговли в кабинете Эммерсона Мнангагвы.

## Ранний период жизни
Родился в Мберенгве в 1960 году. Был третьим из восьми детей. Во время учебы в средней школе Манамы присоединился к Освободительной войне народа Зимбабве в 1977 году. Получил степень магистра и докторскую степень в области международных отношений в Зимбабвийском университете, а также степень магистра делового администрирования в Открытом университете Зимбабве.

## Карьера
Служил в звании генерал-майора в Национальной армии Зимбабве, а в декабре 2017 года после выхода на пенсию ему было присвоено звание генерал-лейтенанта. В январе 2016 года бывший президент Роберт Мугабе повысил его с бригадного генерала до генерал-майора.
15 ноября 2017 года сделал заявление в государственной телекомпании Zimbabwe Broadcasting Corporation, через день после начала домашнего ареста Роберта Мугабе. Отрицая факт военного переворота, заявил, что «президент и его семья в целости и сохранности, и их безопасность гарантирована», и что военные «преследовали только преступников вокруг [Мугабе], которые совершают преступления, причиняют социальные и экономические страдания в стране». Далее заявил, что «как только мы выполним нашу миссию, мы ожидаем, что ситуация вернется к нормальной жизни». Три дня спустя поблагодарил всех зимбабвийцев, которые прошли маршем солидарности в знак поддержки отстранения Роберта Мугабе с должности. Заявление сыграло роль в настроениях армии для смещения Роберта Мугабе с поста президента Зимбабве, что в сочетании с моложавой внешностью Мойо принесла ему прозвище «Генерал Бэй» (bae — термин обращения к другу среди молодёжи) или Народный генерал (People’s general).
30 ноября 2017 года был назначен министром иностранных дел и международной торговли в кабинете Эммерсоном Мнангагвы, сменившим Мугабе на посту президента Зимбабве. Был одним из трех членов кабинета Эммерсона Мнангагвы, которые не были членами парламента (другими были Перенс Шири и Кирсти Ковентри). Из-за публичной роли Сибусисо Мойо в свержении режима Роберта Мугабе в зимбабвийской прессе появились предположения, что Эммерсон Мнангагва выбрал его своим преемником. В 2018 году присутствовал на встрече глав правительств Содружества наций в Лондоне.

## Личная жизнь
Был женат на судье Лоисе Матанде. Пара имела двух сыновей и трёх дочерей.
Скончался от коронавирусной инфекции COVID-19 20 января 2021 года в местной больнице в Хараре. Ему было 60 или 61 год. Похоронен в Акре национальных героев.